# Coprophanaeus saphirinus
Coprophanaeus saphirinus là một loài bọ cánh cứng trong họ Bọ hung (Scarabaeidae).

## Hình ảnh

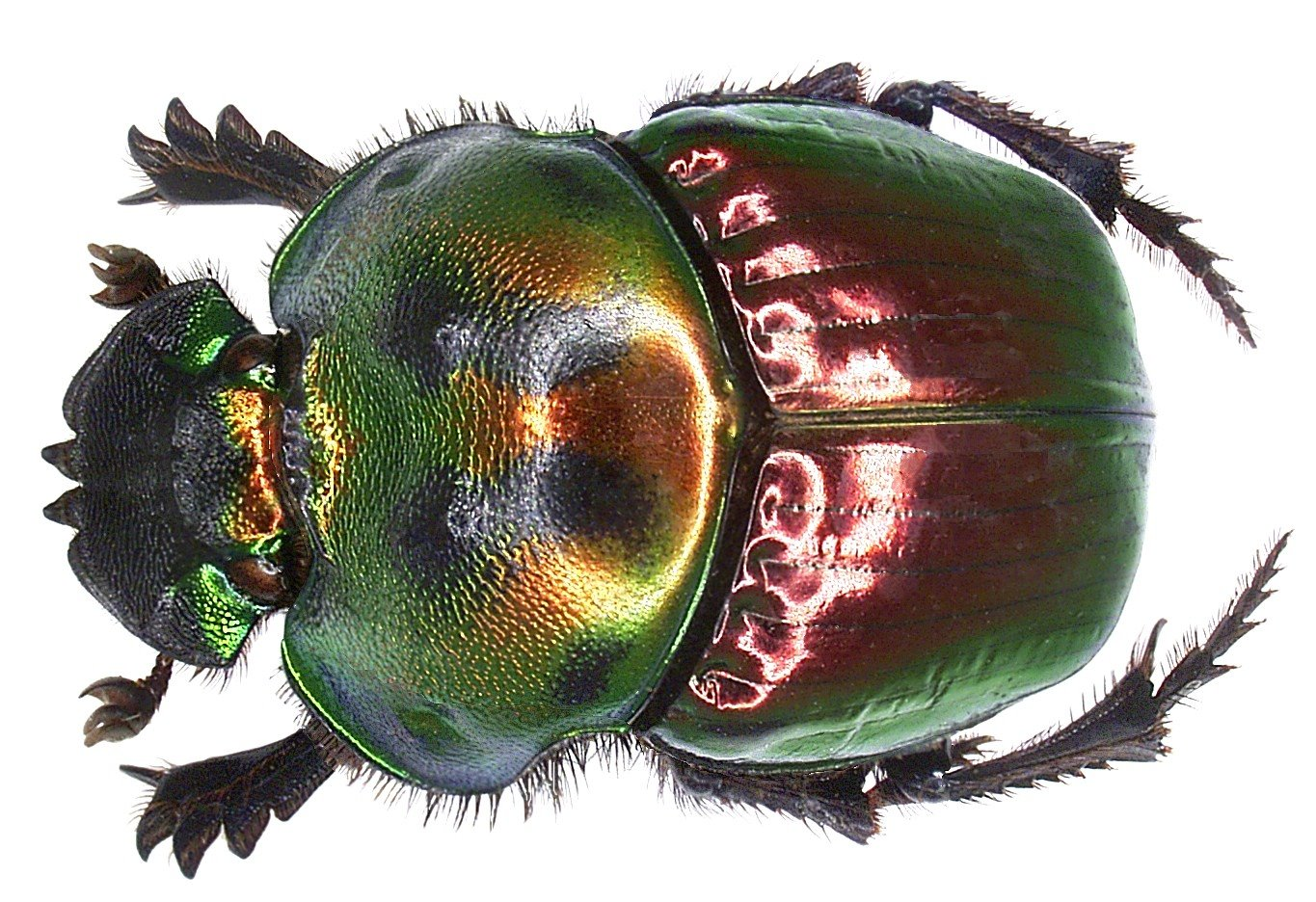
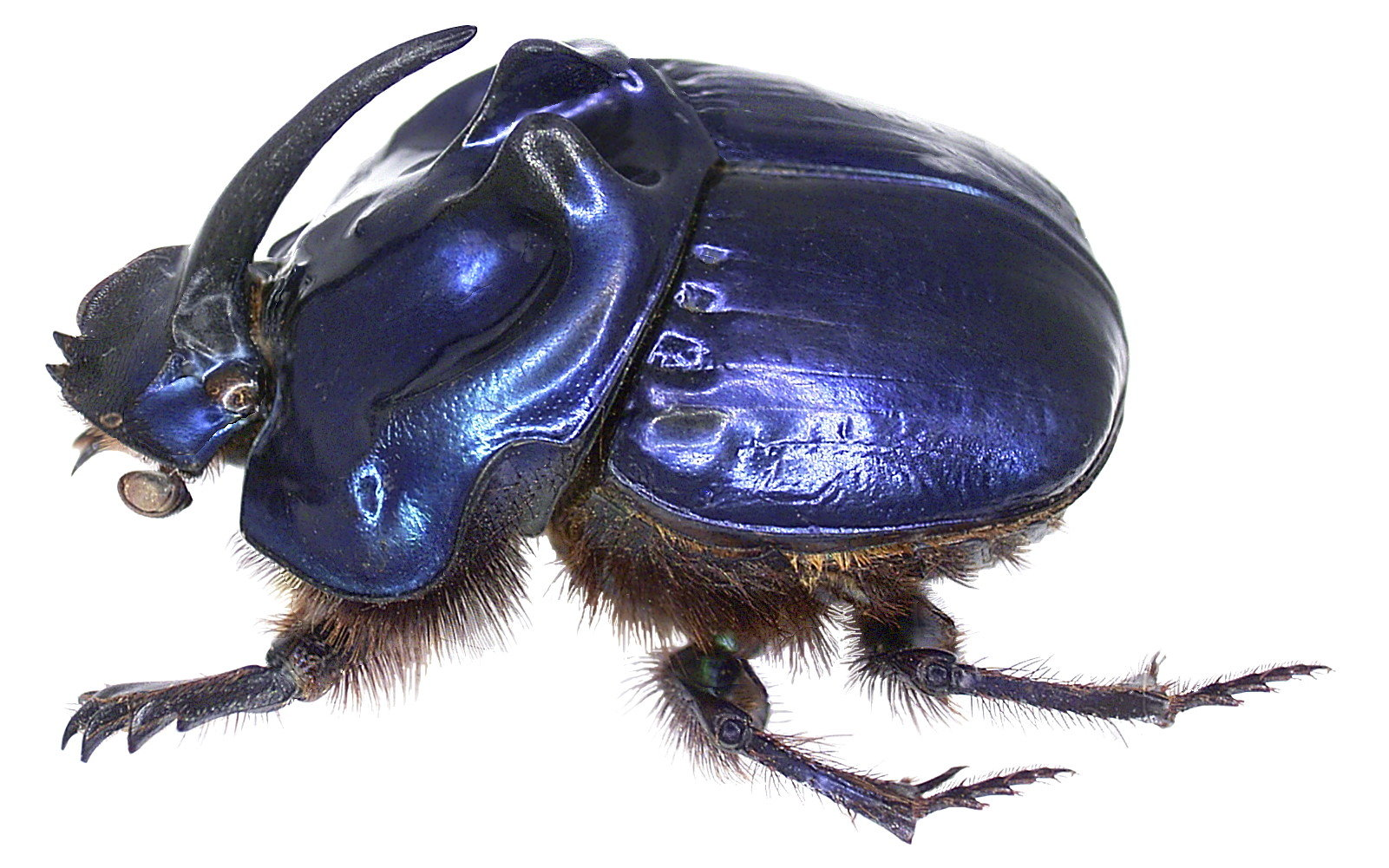